# 費利克斯·烏弗埃-博瓦尼體育場
費利克斯·烏弗埃-博瓦尼體育場（法語：Stade Félix Houphouët-Boigny）是西非國家象牙海岸的一座體育場，位於第一大城阿必尚。興建於1964年，費利克斯·烏弗埃-博瓦尼體育場可容納33,000人，是ASEC米莫薩足球俱樂部的主場，並且曾經作為象牙海岸國家足球隊的主場，直到2020年阿拉萨内·瓦塔拉体育场落成。體育場的名稱來自於費利克斯·烏弗埃-博瓦尼，象牙海岸的第一任總統。

費利克斯·烏弗埃-博瓦尼體育場